# Neonella
Neonella is een geslacht van spinnen uit de familie springspinnen (Salticidae).

## Soorten
De volgende soorten zijn bij het geslacht ingedeeld:
- Neonella antillana Galiano, 1988
- Neonella cabana Galiano, 1998
- Neonella camillae Edwards, 2003
- Neonella colalao Galiano, 1998
- Neonella lubrica Galiano, 1988
- Neonella mayaguez Galiano, 1998
- Neonella minuta Galiano, 1965
- Neonella montana Galiano, 1988
- Neonella nana Galiano, 1988
- Neonella noronha Ruiz, Brescovit & Freitas, 2007
- Neonella salafraria Ruiz & Brescovit, 2004
- Neonella vinnula Gertsch, 1936